# 시미즈정 (와카야마현)
시미즈정(清水町)은 와카야마현 아리다군에 설치되었던 정이다.